# Jang Lien

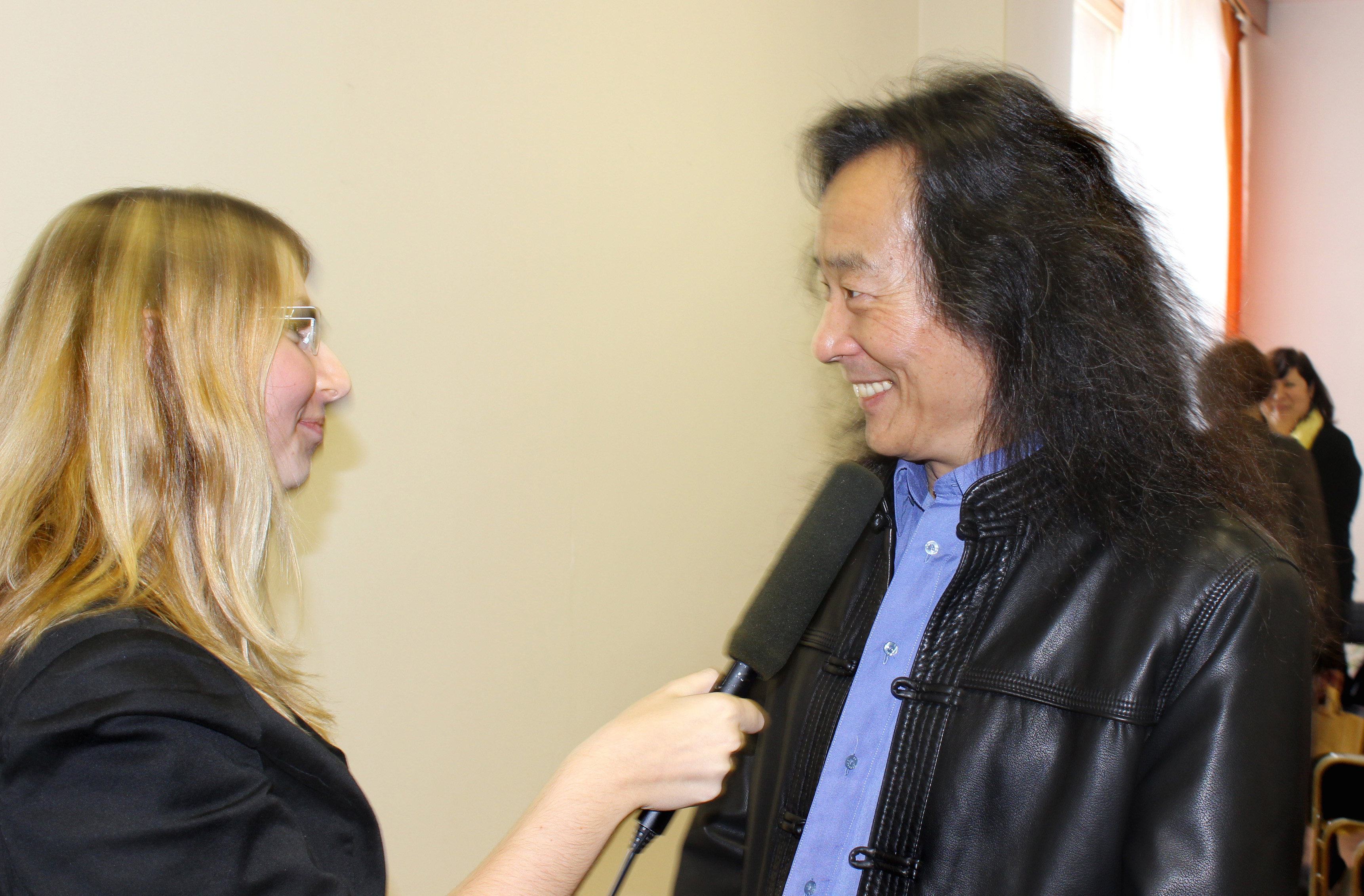
Jang Lien na knižním veletrhu v Havlíčkově Brodu 2013

Jang Lien (楊煉 Yáng Liàn) je čínský básník, patřící ke generaci Mlhavé poezie a také Hledání kořenů. Narodil se 22. února 1955 ve švýcarském Bernu, od základní školy žil v Pekingu.